# Culebrita
Culebrita est une île de Porto Rico située à 600 m à l'est de Culebra. Cette île inhabitée de 1,075 km2 est rattachée à la commune de Culebra.

## Géographie

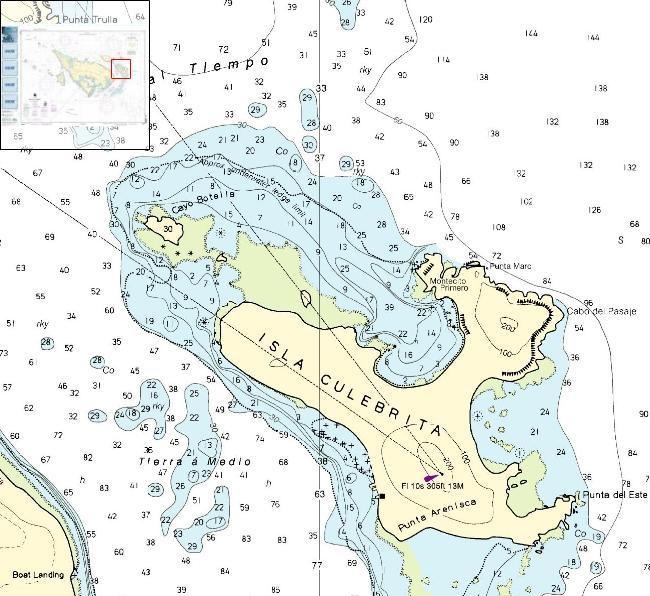
carte

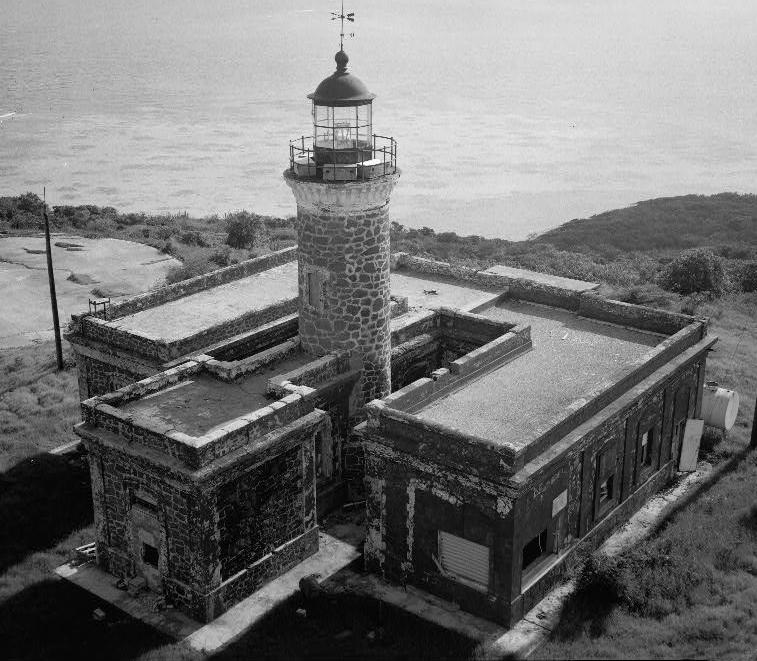
Le phare de Culebrita.

L'île fait 2 km de longueur et 1,5 km de largeur maximales pour une surface totale d'environ 1 km2. Il culmine à 93 mètres au niveau du phare de Culebrita. Au nord-ouest de l'île se trouve l'îlot de Cayo Botella qui lui est rattaché.
Dépourvu de cours d'eau ou de sources, Culebrita est inhabitée de manière permanente.

## Faune et flore
Culebrita fait partie du refuge faunique national de Culebra.